# 小行星4403
小行星4403（英語：4403 Kuniharu）是一颗围绕太阳公转的小行星。1987年3月2日，Y. Oshima在静冈县发现了此天体。
这颗小行星的绝对星等为141.97374等。